# Johan Wennström
Johan Wennström, född 9 april 1987, är en svensk statsvetare, säkerhetspolitisk kolumnist i tidskriften Fokus, och gästforskare på Försvarshögskolan. Han är fil.dr i statsvetenskap (2019) och författare till bland andra boken Dygdens glädje (Atlantis 2012).  

## Biografi
Wennström har periodvis (2009, 2010 och 2011) vikarierat som ledarskribent på Svenska Dagbladet. Innan dess har han arbetat som frilansskribent, bland annat för tidskriften Axess och tankesmedjan Timbro, som har givit ut hans rapporter Var förs samhällsdebatten? Kultursidorna vs ledarsidorna (2009) och Om pressetik i dagens kulturjournalistik (2010). Han har även medarbetat i Expressens och Svenska Dagbladets kultursidor.
Johan Wennström har i flera olika sammanhang diskuterat vilken roll som hans egen generation spelar i svensk politisk och kulturdebatt. I en artikel på Expressens debattsida (”80-talisterna låter som en repig skiva”) skrev han bland annat att ”opinionsbildning tycks för många handla om att inte tänka själv och att inte besvära sin omvärld med invändningar och avvikande meningar”. I en artikel på Newsmill (”Det är vi som bär den nykonservativa vågen”) kritiserar han de som är födda på 1980-talet för en ovilja att ”ifrågasätta ett visst slags idéer som har förts fram i årtionden, och som med tiden har förvandlats till norm”.
Under 2025 deltog han i P1 Morgon tillsammans med Patrik Oksanen, där Wennström påstod att Biden-administrationen bidragit till att ”underblåsa” Rysslands invasion av Ukraina genom sitt militära stöd. Påståendet mötte kritik, i programmet av Oksanen och senare av Anders Lindberg från Aftonbladet, som beskrev skuldnarrativet bakom konflikten som något från ”Vladimir Putin och ryska statskontrollerade medier”.